# 小行星15037
小行星15037（15037 Chassagne）是一颗绕太阳运转的小行星，为主小行星带小行星。该小行星于1998年11月22日发现。

## 轨道参数
小行星15037的轨道半长轴为3.0182710 UA，离心率为0.063。